# 187 Strassenbande
187 Strassenbande è un collettivo rap tedesco fondato nel 2006 e originario di Amburgo.
Il loro quarto disco Sampler 4 pubblicato nel 2017 ha raggiunto la vetta delle classifiche svizzera, tedesca e austriaca, venendo certificato oro in Austria e platino in Germania. Il secondo singolo Millionär estratto da quest'ultimo in Germania ha raggiunto la seconda posizione in classifica ed è stato certificato platino.

## Formazione
- Bonez MC (rapper)
- Gzuz (rapper)
- LX (rapper)
- Maxwell (rapper)
- Sa4 (rapper)
- Jambeatz (producer)

### Formazione passata

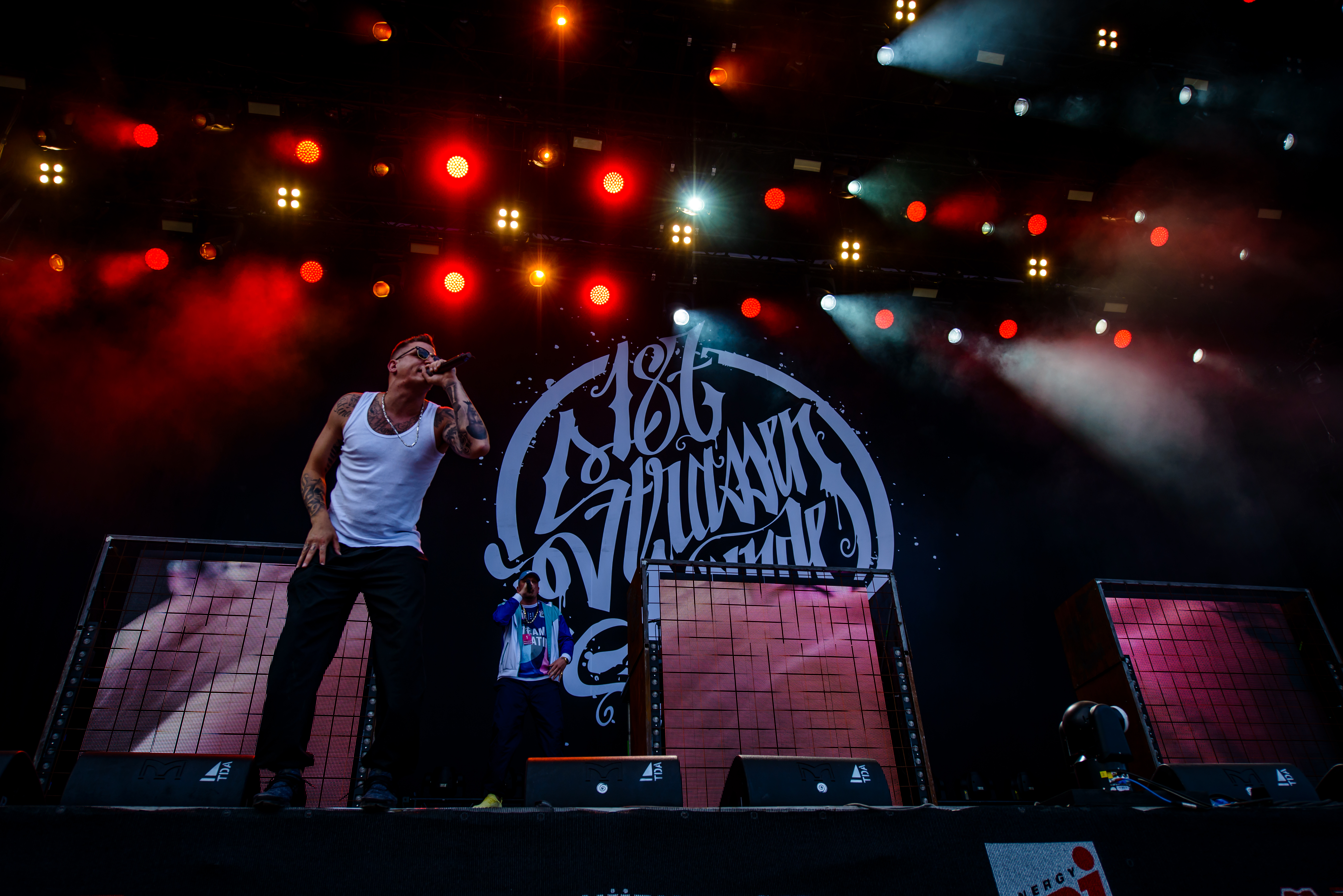
Il collettivo in concerto al Rock im Park 2017

- AchtVier (2006-2013)
- Mosh36 (2006-2013)
- Hasuna (2006-2015)

## Discografia

### Album
- 2009 – 187 Strassenbande
- 2011 – Der Sampler II
- 2015 – Der Sampler III
- 2017 – Sampler 4
- 2021 – Sampler 5

### EP
- 2016 – 187 Allstars EP

### Singoli
- 2017 – Mit den Jungz
- 2017 – Millionär